# Taipas do Tocantins
Taipas do Tocantins is een gemeente in de Braziliaanse deelstaat Tocantins. De gemeente telt 1.999 inwoners (schatting 2009).